# Bahnhof Haijima
Der Bahnhof Haijima (jap. 拝島駅, Haijima-eki) ist ein Bahnhof auf der japanischen Insel Honshū. Der bedeutende Verkehrsknotenpunkt wird gemeinsam von der Bahngesellschaften JR East und Seibu Tetsudō betrieben. Er befindet sich im Westen der Präfektur Tokio auf dem Gebiet der Stadt Akishima.

## Verbindungen
Haijima ist ein Kreuzungsbahnhof, in dem drei Linien von JR East und eine Linie von Seibu Tetsudō aufeinandertreffen. Auf der Ōme-Linie fahren Nahverkehrszüge tagsüber üblicherweise fünfmal je Stunde. Während der morgendlichen Hauptverkehrszeit wird die Zugfolge in Richtung Tachikawa auf bis zu zwei Minuten verdichtet, in Richtung Ōme fahren dann bis zu acht Züge je Stunde. Es gibt an Werktagen mehrere umsteigefreie Eilzugverbindungen von Shinjuku nach Oku-Tama und Musashi-Itsukaichi mit Halt in Haijima. An Wochenenden und Feiertagen verkehren drei Schnellzugpaare mit wenigen Zwischenhalten von Shinjuku nach Haijima, wo die zehnteiligen Züge in zwei Einheiten getrennt (bzw. wieder zusammengesetzt) werden: Sechs Wagen verkehren als Holiday Rapid Okutama von und nach Oku-Tama, vier Wagen als Holiday Rapid Akigawa von und nach Musashi-Itsukaichi.
Der Lokalverkehr auf der Itsukaichi-Linie besteht aus einem Halbstundentakt, der während der Hauptverkehrszeit verdichtet wird. Auf der Hachikō-Linie fahren die Nahverkehrszüge in der Regel alle 30 Minuten von Hachiōji über Komagawa nach Kawagoe, während der Hauptverkehrszeit alle 20 Minuten. Auf der Seibu Haijima-Linie nach Seibu-Shinjuku fahren die Züge tagsüber viermal je Stunde, während der nachfragestarken Tageszeiten bis zu sechsmal je Stunde. Auf dem südwestlichen Bahnhofsvorplatz befindet sich ein Busterminal, der von zwei Dutzend Buslinien der Gesellschaften Tachikawa Bus, City Bus Tachikawa und Nishi Tōkyō Bus bedient. Hinzu kommen zwei Linien von Tachikawa Bus an der Nordseite des Bahnhofs.

## Anlage
Der Bahnhof steht am nordwestlichen Stadtrand von Akishima, unmittelbar an der Grenze zu Fussa. Die Anlage, die an ihrer Ostseite von Tamagawa-Aquädukt begrenzt wird, ist von Südosten nach Nordwesten ausgerichtet. Sie besitzt zehn Gleise, von denen sieben dem Personenverkehr dienen. Die JR-Gleise liegen an einem Seitenbahnsteig und an zwei Mittelbahnsteigen. An der Ostseite liegen die beiden stumpf endenden Gleise der Seibu Tetsudō ebenfalls an einem Mittelbahnsteig. Sämtliche Bahnsteige sind zum Teil überdacht. Das Empfangsgebäude besitzt die Form eines Reiterbahnhofs, der sich von Westen nach Osten über die gesamte Anlage spannt. Treppen, Rolltreppen und Aufzüge stellen die Verbindung hinunter zur Gleisebene her. In den Bahnhofsteil von JR East integriert ist das kleine Einkaufszentrum Dila Haijima. Der Reiterbahnhof ist so eingerichtet, dass man von einem Eingang zum anderen gelangen kann, ohne die Bahnsteigsperren passieren zu müssen. Mehrere Wände sind mit großformatigen Glasmalereien verziert.
Das Schienengüterverkehrsunternehmen JR Freight betreibt Einzelwagenverkehr von und nach Haijima. Dieser wird in einem kleinen Güterbahnhof abgewickelt, der im Südosten zwischen den Gleisen der Ōme-Linie und der Hachikō-Linie liegt. Daran angeschlossen ist eine Abstellanlage mit sechs Gleisen. Von der Hachikō-Linie wiederum zweigt ein über 700 Meter langes Anschlussgleis ab, das die Seibu Haijima-Linie kreuzt und zur Yokota Air Base führt. Es wird mehrmals wöchentlich von Kesselwagenzügen befahren, die Treibstoff zum Luftwaffenstützpunkt liefern.
Im Fiskaljahr 2018 nutzten durchschnittlich 67.200 Fahrgäste täglich den Bahnhof. Davon entfielen 36.770 auf die Seibu Tetsudō und 30.430 auf JR East.

## Bilder

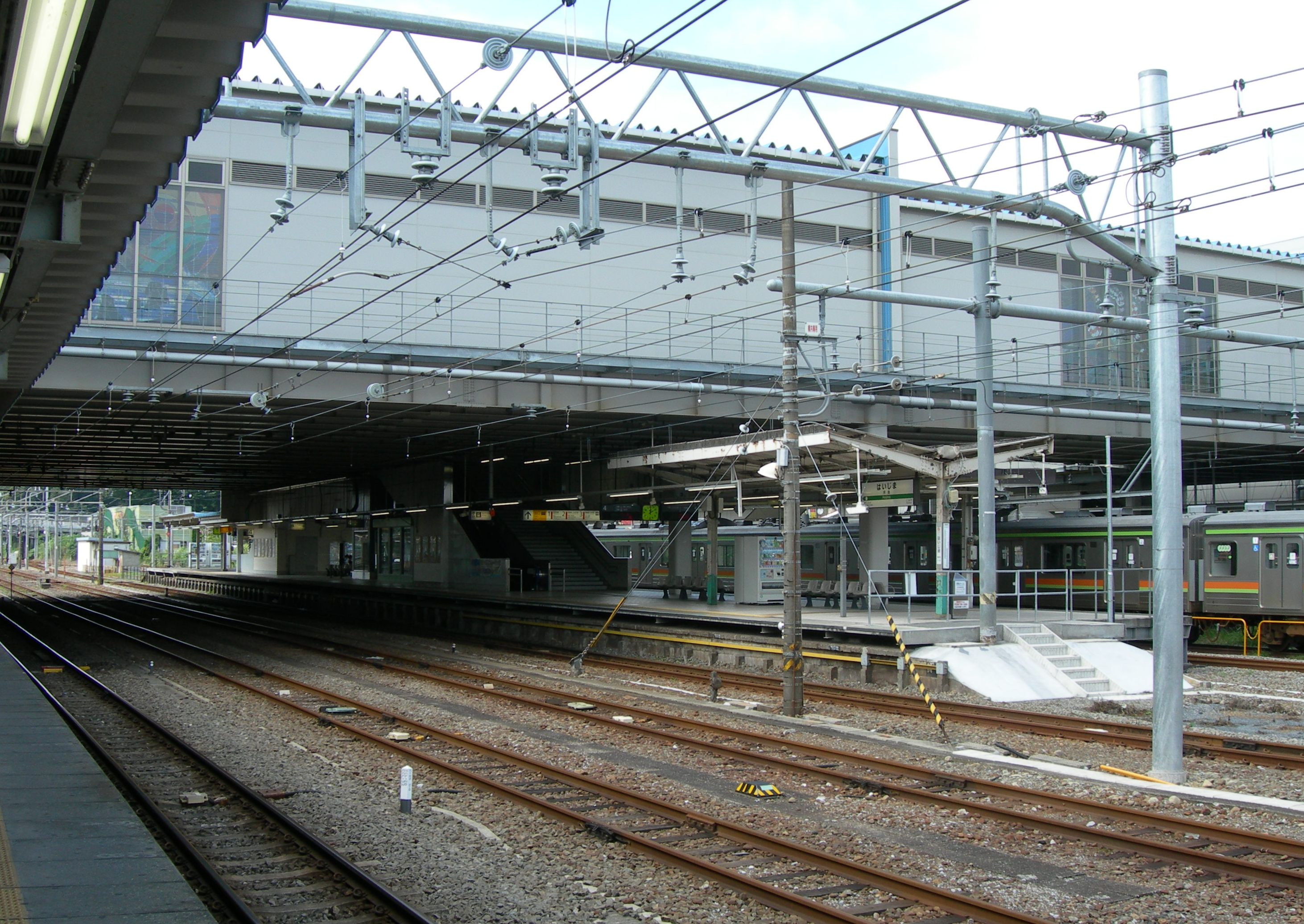
Bahnhofteil von JR East
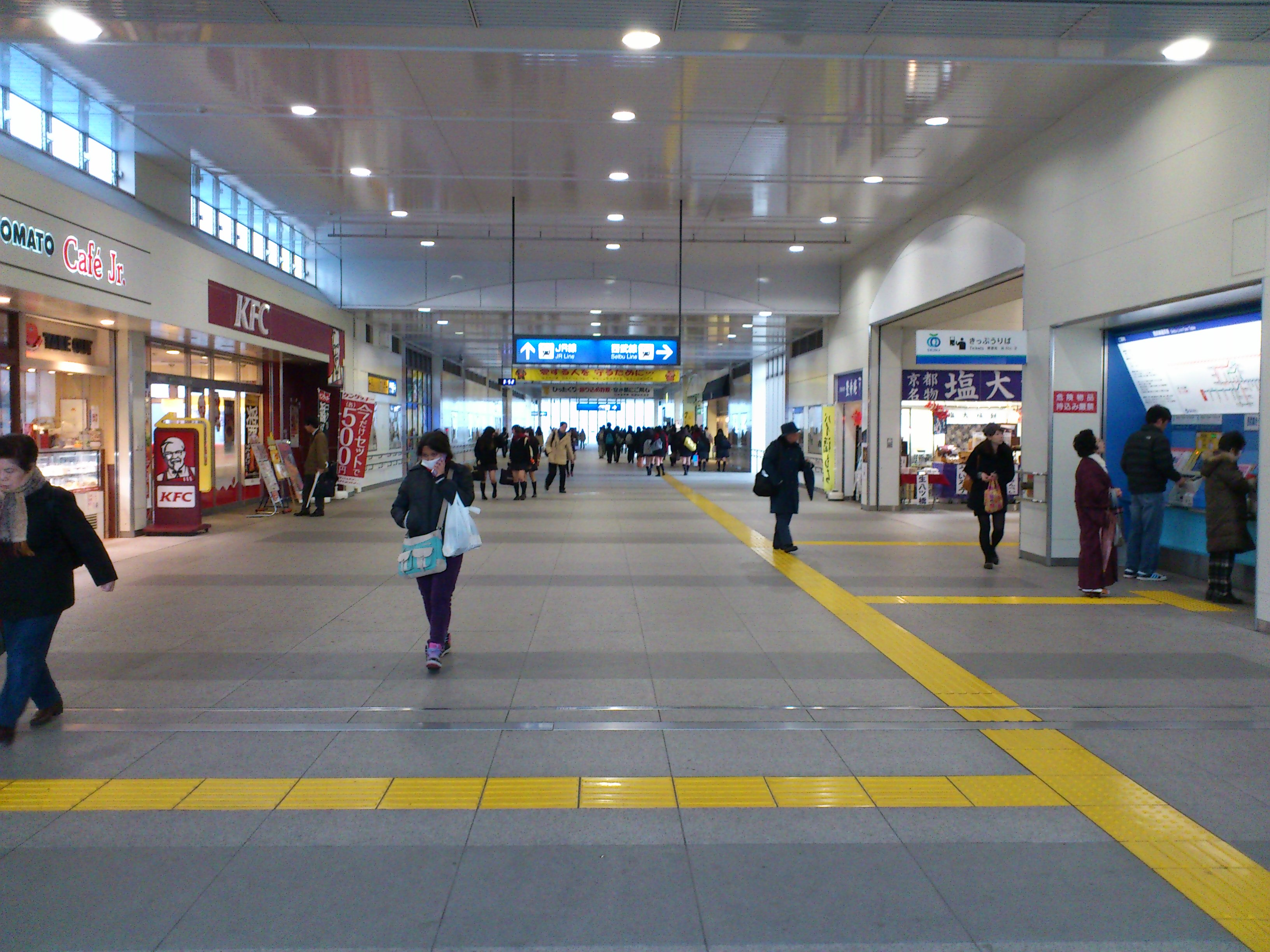
Fußgängerpassage im Innern des Reiterbahnhofs
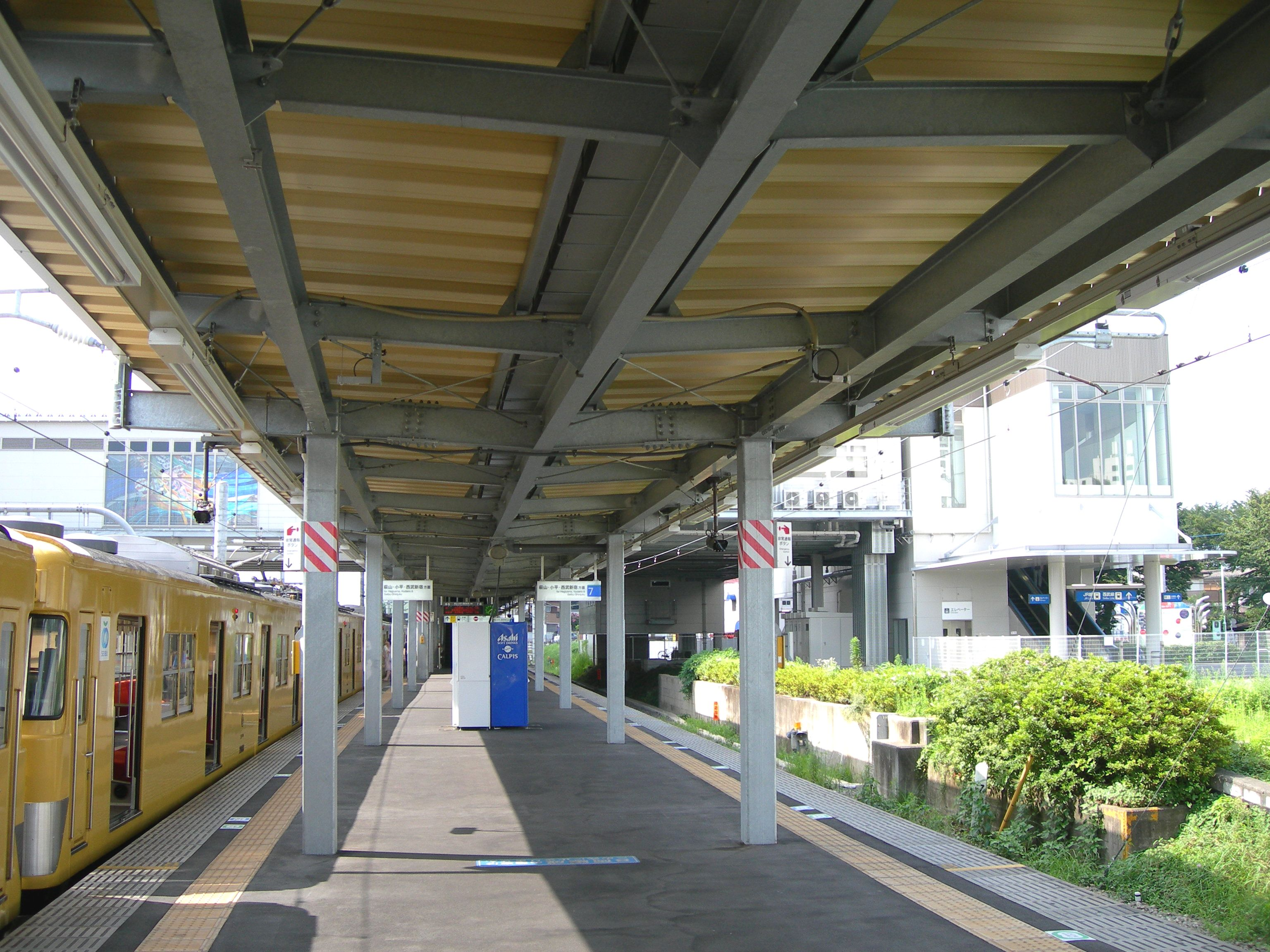
Bahnsteig von Seibu Tetsudō

## Gleise
| 1   | ▉ Itsukaichi-Linie    | Musashi-Itsukaichi            |
| 2   | ▉ Ōme-Linie           | Ōme • Oku-Tama                |
| 3   | ▉ Ōme-Linie           | Tachikawa • Shinjuku • Tokio  |
| 4   | ▉ Hachikō-Linie       | Komagawa • Takasaki • Kawagoe |
| 5   | ▉ Hachikō-Linie       | Hachiōji                      |
| 6/7 | ▉ Seibu Haijima-Linie | Kodaira • Seibu-Shinjuku      |

## Linien
| Verlauf der Hachikō-Linie |
| --- |
| Hachiōji • Kita-Hachiōji • Komiya • Haijima • Higashi-Fussa • Hakonegasaki • Kaneko • Higashi-Hannō • Komagawa • Moro • Ogose • Myōkaku • Ogawamachi • Takezawa • Orihara • Yorii • Yōdo • Matsuhisa • Kodama • Tanshō • Gunma-Fujioka • Kita-Fujioka • Kuragano • Takasaki |

| Verlauf der Itsukaichi-Linie                                                                        |
| --------------------------------------------------------------------------------------------------- |
| Haijima • Kumagawa • Higashi-Akiru • Akigawa • Musashi-Hikida • Musashi-Masuko • Musashi-Itsukaichi |

| Verlauf der Ōme-Linie |
| --- |
| Tachikawa • Nishi-Tachikawa • Higashi-Nakagami • Nakagami • Akishima • Haijima • Ushihama • Fussa • Hamura • Ozaku • Kabe • Higashi-Ōme • Ōme • Miyanohira • Hinatawada • Ishigamimae • Futamatao • Ikusabata • Sawai • Mitake • Kawai • Kori • Hatonosu • Shiromaru • Oku-Tama |

## Geschichte
Die private Bahngesellschaft Ōme Tetsudō eröffnete den Bahnhof am 19. November 1894, zusammen mit dem ersten Teilstück der Ōme-Linie von Tachikawa über Haijima nach Ōme. In den ersten Jahren betrug die Spurweite 762 mm, bis zur Umspurung auf die übliche Kapspur (1067 mm) am 18. Februar 1908. Ein weiteres Unternehmen, die Itsukaichi Tetsudō, nahm am 21. April 1925 die Itsukaichi-Linie nach Musashi-Itsukaichi in Betrieb. Allerdings befand sich ihr Ausgangspunkt zunächst nicht im Bahnhof Haijima selbst, sondern etwa einen halben Kilometer westlich davon; der Lückenschluss erfolgte dreieinhalb Wochen später am 15. Mai. Die Itsukaichi Tetsudō verlängerte ihre Strecke am 13. Juli 1930 von Haijima nach Tachikawa. Am 10. Dezember 1931 erreichte auch die staatliche Eisenbahn den Bahnhof, als sie ein Teilstück der Hachikō-Linie zwischen Hachiōji und Higashi-Hanno in Betrieb nahm.
Am 3. Oktober 1940 ging die Itsukaichi Tetsudō in der Nambu Tetsudō auf (beide Unternehmen gehörten zum Asano-Zaibatsu). Diese wiederum ging am 1. April 1944 in staatlichen Besitz über, ebenso die Ōme Tetsudō. Ein halbes Jahr später, am 11. Oktober 1944, wurde das erst 14 Jahre zuvor durch die Itsukaichi Tetsudō eröffnete Teilstück Tachikawa–Haijima stillgelegt. Es verlief in geringer Entfernung zur Ōme-Linie und das Verkehrs- und Kommunikationsministerium war der Ansicht, dass die Schienen und Fahrzeuge – angesichts des sich zunehmend verschlechternden Kriegsverlaufs – andernorts viel dringender benötigt würden. Die seit 1949 zuständige Japanische Staatsbahn ersetzte 1959 das zu klein gewordene Empfangsgebäude durch einen Neubau. Am 15. Mai 1968 komplettierte die Seibu Tetsudō den Verkehrsknotenpunkt, als sie die Seibu Haijima-Linie von Tamagawa-Jōsui bis hierhin verlängerte (mitsamt eigenem Empfangsgebäude an der Nordostseite). Da das südwestliche Empfangsgebäude erneut zu klein geworden war, entstand 1971 wiederum ein Neubau.
Im Rahmen der Staatsbahnprivatisierung ging der Bahnhof am 1. April 1987 in den Besitz der neuen Gesellschaft JR East über. Auch das südwestliche Empfangsgebäude von 1971 erwies sich mit der Zeit als zu klein. Anstatt das bestehende Bauwerk zu erweitern, entschlossen sich JR East und Seibu Tetsudō stattdessen dazu, einen gemeinsamen Reiterbahnhof zu errichten, der auch den engen Personentunnel ersetzen sollte. 2005 begannen die Bauarbeiten. Die erste Bauetappe war im August 2007 abgeschlossen, die zweite im März 2010.